# Parry Channel (Kanada)
Der Parry Channel (deutsch „Parry-Kanal“) ist eine rund 1000 km lange Meeresstraße in der kanadischen Arktis. Sie verbindet als Teil der Nordwestpassage die Baffin Bay (Atlantischer Ozean) im Osten mit der Beaufortsee (Arktischer Ozean) im Westen und durchquert dabei das Territorium Nunavut sowie die Nordwest-Territorien. Von Osten nach Westen setzt sich der Parry Channel aus dem Lancaster Sound, der Barrow Strait, dem Viscount Melville Sound und der McClure Strait zusammen. Die Straße trennt dabei die Königin-Elisabeth-Inseln im Norden von zahlreichen Inseln des kanadisch-arktischen Archipels im Süden. An der schmalsten Stelle, zwischen Cornwallis Island und Somerset Island hat der Parry Channel eine Breite von etwa 45 Kilometern.
Benannt ist die Meerenge nach dem britischen Admiral und Polarforscher William Edward Parry, der auf der Suche nach der Nordwestpassage viele Gewässer und Inseln in der Arktis entdeckte.